# André-Noël Pagin
André-Noël Pagin (* Juni 1723 in Paris; † 12. November 1799 in Coulommiers) war ein französischer Geiger und Komponist der Klassik.

## Leben und Wirken
André-Noël Pagin machte als junger Mann eine Italienreise, die ihn nach Padua führte, wo er bei Giuseppe Tartini Violinunterricht nahm. In dieser Zeit bestellte Tartini bei Girolamo (II.) Amati eine Geige für Pagin. Nach seiner Rückkehr nach Paris hatte er um 1750 zahlreiche erfolgreiche Auftritte beim Concert spirituel. Seine Hartnäckigkeit, vornehmlich Werke Tartinis oder Werke im italienischen Stil aufzuführen, brachte ihm den Spott seiner Kollegen, die den nationalen französischen Stil bevorzugten, ein. Hierdurch war Pagin derart gekränkt, dass er nur noch selten in der Öffentlichkeit in Erscheinung trat. Im Grafen von Clermont fand Pagin einen gewichtigen Mäzen, der ihm ab 1759 in seinen Diensten ein sicheres Einkommen von 1000 Francs bot. So spielte Pagin nur noch in den Palästen reicher Adeliger und in den Salons von Freunden, wie dem der Anne Louise de Jouy Brillon, in dem ihn auch Benjamin Franklin hörte. Pagin erwarb die Charge eines Conseiller du Roi und wurde 1782 geadelt. Charles Burney, der Pagin bei seinem Parisaufenthalt 1770 hörte, schrieb in sein Tagebuch einer musikalischen Reise durch Frankreich und Italien: 
„Am Mittwoch den 22. hörte ich Herren Pagin auf der Geige, in dem Hause der Frau Brillon zu Passy.... Herr Pagin war ein Schüler von Tartini, und man hält ihn hier für seinen besten Lehrling; er hat viel Ausdruck und ungemeine Leichtigkeit, schwere Stellen herauszubringen..... Er macht nun aus der Musik kein Geschäft mehr; denn er hat eine Stelle bey dem Grafen von Clermont, die ihm jährlich etwa zwey hundert und funfzig Pfund Sterling einbringt. Er hatte die Ehre in dem Concert spirituel ausgezischt zu werden, weil er es wagte im italiänischen Style zu spielen, und deswegen legte er seine Profeßion nieder.“
Pagin zog sich 1793 nach Coulommiers unweit von Paris zurück, wo er im Alter von 76 Jahren verstarb. Zu seinen wichtigsten Schülern zählten Pierre Lahoussaye und Etienne Bernard Barrière.

## Werke
Pagins technisch anspruchsvolle und abwechslungsreiche „Six sonates avec violon et basse“ Op. 1 von 1748, zeigen den Einfluss Tartinis.